# Arrondissement Eeklo
Het arrondissement Eeklo is een van de zes arrondissementen van de provincie Oost- Vlaanderen in België. Het arrondissement heeft een oppervlakte van 333,83 km² en telde 89.465 inwoners op 1 januari 2025.
Het arrondissement is enkel een bestuurlijk arrondissement. Gerechtelijk maakt het deel uit van het gerechtelijk arrondissement Oost-Vlaanderen.
Het is een landelijk arrondissement, met veel polders met verscheidene waterlopen. Het ligt volledig binnen het Meetjesland.

## Geschiedenis
Het arrondissement Eeklo ontstond in 1803 door de samenvoeging van het arrondissement Sas-van-Gent met het kanton Eeklo dat door het arrondissement Gent werd afgestaan. Eeklo werd tegelijkertijd de nieuwe arrondissementshoofdplaats. Het arrondissement bestond oorspronkelijk uit de kantons Assenede, Axel, Eeklo, Hulst, IJzendijke, Kaprijke, Oostburg en Sluis.
In 1808 werd de stad Vlissingen aangehecht, maar ze werd in 1810 terug afgestaan aan het nieuw opgerichte arrondissement Middelburg.
In 1814 werden na de ontruiming door de Fransen de Zeeuwse kantons Axel, Hulst, IJzendijke, Oostburg en Sluis samen met de gemeente Philippine (kanton Assenede) bij Nederland gevoegd. Het arrondissement verloor hierbij 37 gemeenten met ruim 37.000 inwoners.
In 1927 werden gebiedsdelen van Kluizen, Ertvelde en Zelzate afgestaan aan het arrondissement Gent met het oog op de uitbreiding van de Gentse haven.
In 1977 werd de toen opgeheven gemeente Ertvelde, waar ondertussen sinds 1965 ook Kluizen deel van uitmaakte, volledig bij het arrondissement Gent gevoegd.

## Structuur

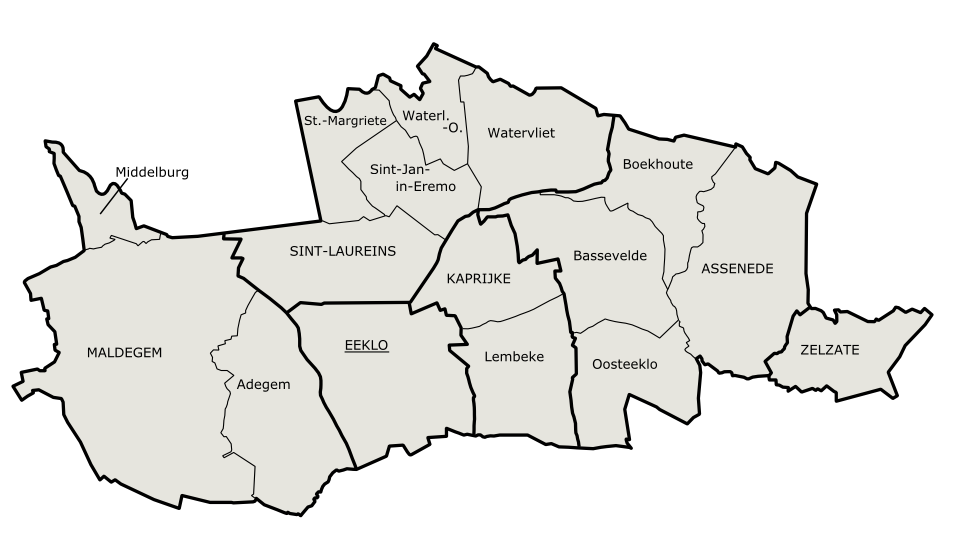
Kaart gemeenten en deelgemeenten in arrondissement Eeklo

| Eeklo            | Eeklo            | Supranationaal         | Nationaal              | Nationaal                         | Gemeenschap               | Gewest                    | Provincie                 | Arrondissement  | Provinciedistrict | Kanton          | Gemeente        | District         |
| ---------------- | ---------------- | ---------------------- | ---------------------- | --------------------------------- | ------------------------- | ------------------------- | ------------------------- | --------------- | ----------------- | --------------- | --------------- | ---------------- |
| Administratief   | Niveau           | Europese Unie          | België                 | België                            | Vlaanderen                | Vlaanderen                | Oost-Vlaanderen           | Eeklo           | Eeklo             | Eeklo           | 6               | -                |
| Administratief   | Bestuur          | Europese Commissie     | Belgische regering     | Belgische regering                | Vlaamse regering          | Vlaamse regering          | Deputatie                 | Deputatie       | Deputatie         | Deputatie       | Gemeentebestuur | Districtscollege |
| Administratief   | Raad             | Europees Parlement     | Senaat                 | Kamer van volksvertegenwoordigers | Vlaams Parlement          | Vlaams Parlement          | Provincieraad             | Provincieraad   | Provincieraad     | Provincieraad   | Gemeenteraad    | Districtsraad    |
| Kiesomschrijving | Kiesomschrijving | Nederlands Kiescollege | Nederlands Kiescollege | Kieskring Oost-Vlaanderen         | Kieskring Oost-Vlaanderen | Kieskring Oost-Vlaanderen | Kieskring Oost-Vlaanderen | Gent            | Eeklo             | 6               | 6               | -                |
| Verkiezing       | Verkiezing       | Europese               | Federale               | Federale                          | Vlaamse                   | Vlaamse                   | Provincieraads-           | Provincieraads- | Provincieraads-   | Provincieraads- | Gemeenteraads-  | Districtsraads-  |

### Gemeenten
- Assenede
- Eeklo
- Kaprijke
- Maldegem
- Sint-Laureins
- Zelzate

### Deelgemeenten
| - Adegem - Assenede - Bassevelde - Boekhoute - Eeklo - Kaprijke - Lembeke - Maldegem |

| - Middelburg - Oosteeklo - Sint-Jan-in-Eremo - Sint-Laureins - Sint-Margriete - Waterland-Oudeman - Watervliet - Zelzate |

### Kantons
- Eeklo
- Assenede
- Kaprijke
- Evergem
- Waarschoot
- Zomergem

### Politiezones
- Politiezone Meetjesland-Centrum (Eeklo, Kaprijke en Sint-Laureins)
- Politiezone Maldegem (Maldegem)
- Politiezone Assenede-Evergem (Assenede en Evergem)
- Politiezone Puyenbroeck (Zelzate, Wachtebeke, Lochristi en Moerbeke)

## Demografie

### Demografische evolutie
- Bron:NIS - Opm:1806 t/m 1970=volkstellingen; vanaf 1980= inwoneraantal per 1 januari

| Inwoners van jaar tot jaar op 1 januari 1992 tot heden | Inwoners van jaar tot jaar op 1 januari 1992 tot heden | Inwoners van jaar tot jaar op 1 januari 1992 tot heden |
| Jaar                                                   | Aantal                                                 | Evolutie: 1992=index 100                               |
| ------------------------------------------------------ | ------------------------------------------------------ | ------------------------------------------------------ |
| 1992                                                   | 78.916                                                 | 100,0                                                  |
| 1993                                                   | 79.129                                                 | 100,3                                                  |
| 1994                                                   | 79.309                                                 | 100,5                                                  |
| 1995                                                   | 79.429                                                 | 100,7                                                  |
| 1996                                                   | 79.474                                                 | 100,7                                                  |
| 1997                                                   | 79.451                                                 | 100,7                                                  |
| 1998                                                   | 79.584                                                 | 100,8                                                  |
| 1999                                                   | 79.463                                                 | 100,7                                                  |
| 2000                                                   | 79.484                                                 | 100,7                                                  |
| 2001                                                   | 79.428                                                 | 100,6                                                  |
| 2002                                                   | 79.357                                                 | 100,6                                                  |
| 2003                                                   | 79.374                                                 | 100,6                                                  |
| 2004                                                   | 79.464                                                 | 100,7                                                  |
| 2005                                                   | 79.671                                                 | 101,0                                                  |
| 2006                                                   | 80.262                                                 | 101,7                                                  |
| 2007                                                   | 80.547                                                 | 102,1                                                  |
| 2008                                                   | 80.861                                                 | 102,5                                                  |
| 2009                                                   | 81.422                                                 | 103,2                                                  |
| 2010                                                   | 81.921                                                 | 103,8                                                  |
| 2011                                                   | 82.458                                                 | 104,5                                                  |
| 2012                                                   | 82.791                                                 | 104,9                                                  |
| 2013                                                   | 82.896                                                 | 105,0                                                  |
| 2014                                                   | 83.109                                                 | 105,3                                                  |
| 2015                                                   | 83.517                                                 | 105,8                                                  |
| 2016                                                   | 83.573                                                 | 105,9                                                  |
| 2017                                                   | 84.113                                                 | 106,6                                                  |
| 2018                                                   | 84.591                                                 | 107,2                                                  |
| 2019                                                   | 85.235                                                 | 108,0                                                  |
| 2020                                                   | 85.692                                                 | 108,6                                                  |
| 2021                                                   | 86.583                                                 | 109,7                                                  |
| 2022                                                   | 87.410                                                 | 110,8                                                  |
| 2023                                                   | 88.562                                                 | 112,2                                                  |
| 2024                                                   | 89,175                                                 | 113,0                                                  |
| 2025                                                   | 89,465                                                 | 113,4                                                  |

## Economie

### Sociaal overleg
Op arrondissementsniveau zijn er twee overlegorganen tussen werkgevers- en werknemersorganisaties: de Sociaal-Economische Raad van de Regio (SERR) en het Regionaal Economisch Sociaal Overlegcomité (RESOC). De SERR Meetjesland, Leie en Schelde is bipartiet samengesteld en de RESOC Meetjesland, Leie en Schelde tripartiet, dit wil zeggen dat er ook vertegenwoordigers van de gemeenten en provincies aan deelnemen. Het bevoegdheidsgebied van de RESOC Meetjesland, Leie en Schelde en de SERR Meetjesland, Leie en Schelde komt overeen met de oppervlakte van het arrondissement. Beide overlegorganen komen op regelmatige basis samen.
RESOC Meetjesland, Leie en Schelde heeft onder meer de bevoegdheid om het streekpact op te stellen, dit is een strategische visie op de sociaaleconomische ontwikkeling van de streek met een duur van zes jaar. Daarnaast kunnen steden, gemeenten en de Vlaamse Regering het orgaan om advies vragen over sociaaleconomische kwesties. De twee voornaamste beleidsterreinen van het RESOC zijn economie en werkgelegenheid. RESOC Meetjesland, Leie en Schelde is samengesteld uit 8 vertegenwoordigers van de lokale werknemersorganisaties (ABVV, ACV en ACLVB), 8 vertegenwoordigers van de werkgeversorganisaties (Voka, UniZO, Boerenbond en Verso) en ten slotte 4 vertegenwoordigers van de gemeenten en 4 voor de provincie. Daarnaast kan RESOC Meetjesland, Leie en Schelde autonoom beslissen om bijkomende organisaties of personen uit te nodigen. Voorzitter van RESOC Meetjesland, Leie en Schelde is Koen Loete.
SERR Meetjesland, Leie en Schelde heeft als belangrijkste taak de verschillende overheden te adviseren over hun werkgelegenheidsinitiatieven voor de eigen streek. Daarnaast houdt de raad in de gaten hoe de werkgelegenheid zich ontwikkelt in de regio, met specifieke aandacht voor kansarme groepen.
Beide overlegorganen worden overkoepeld door het Erkend Regionaal Samenwerkingsverband (ERSV), een juridische hulpstructuur op provinciaal niveau, die verantwoordelijk is voor het personeels- en financiële beheer van de verschillende SERR's en RESOC's binnen de provincie Oost-Vlaanderen.
Aalst · Aarlen · Aat · Antwerpen · Bastenaken · Bergen · Borgworm · Brugge · Brussel-Hoofdstad · Charleroi · Dendermonde · Diksmuide · Dinant · Doornik-Moeskroen · Eeklo · Gent · Halle-Vilvoorde · Hasselt · Hoei · Ieper · Kortrijk · La Louvière · Leuven · Luik · Maaseik · Marche-en-Famenne · Mechelen · Namen · Neufchâteau · Nijvel · Oostende · Oudenaarde · Philippeville · Roeselare · Sint-Niklaas · Thuin · Tielt · Tongeren · Turnhout · Verviers · Veurne · Virton · Zinnik